# Anilios endoterus
Anilios endoterus — вид змій родини сліпунів (Typhlopidae). Ендемік Австралії.

## Поширення і екологія
Anilios endoterus мешкають у внутрішніх районах Західної Австралії, на півдні Північної Території, на більшій частині Південної Австралії, на крайньому північному заході Нового Південного Уельсу та на південному заході Квінсленду. Вони живуть в піщаних пустелях. зокрема у Великій пустелі Вікторія, в пустелі Сімпсон та в пустелі Стшелецького, та на спінніфексових луках, що ростуть на червоних піщаних ґрунтах. Відкладають яйця.